# Metasia pseudocontinualis
Metasia pseudocontinualis là một loài bướm đêm trong họ Crambidae.